# Cratera Shiva
A cratera Shiva é uma estrutura do fundo oceânico situada sob o oceano Índico, a oeste de Bombaim, Índia. Foi descoberta pelo paleontólogo indiano Sankar Chatterjee, que a chamou "Shiva" em honra ao deus hinduísta da destruição e do renascimento.
A sua idade é estimada em cerca de 65 milhões de anos, e a sua formação coincide com a de outras crateras de impacto e com a extinção em massa Cretáceo-Paleógeno. Tem um comprimento de cerca de 600 km e uma largura de 400 km, se bem que o seu aspecto tenha mudado desde a sua formação devido à expansão do fundo oceânico. Dadas estas dimensões, deveu ser causado por um asteroide ou cometa de cerca de 40 km de diâmetro.
O complexo de Shiva apoia a teoria de a causa da extinção Cretáceo-Paleógeno ter sido a fragmentação de um asteroide massivo, cujos pedaços bateram a Terra em diferentes lugares; esta teoria é conhecida como a "teoria dos múltiplos impactos".

Situação dos pontos quentes da superfície terrestre: a leste de Madagascar, o ponto quente da Reunião.

Durante a extinção do Cretáceo-Paleogeno, a Índia estava situada no ponto quente da Reunião. O impacto causou a ascensão de material incandescente do manto terrestre para a superfície, cobrindo de lava grandes áreas da atual Índia, criando o planalto do Decão, que cobre a maior parte do sul do subcontinente indiano. Alguns autores acreditam que tanto a cratera como o planalto do Decão são a causa das grandes reservas de petróleo e gás existentes na zona.

## Morfologia

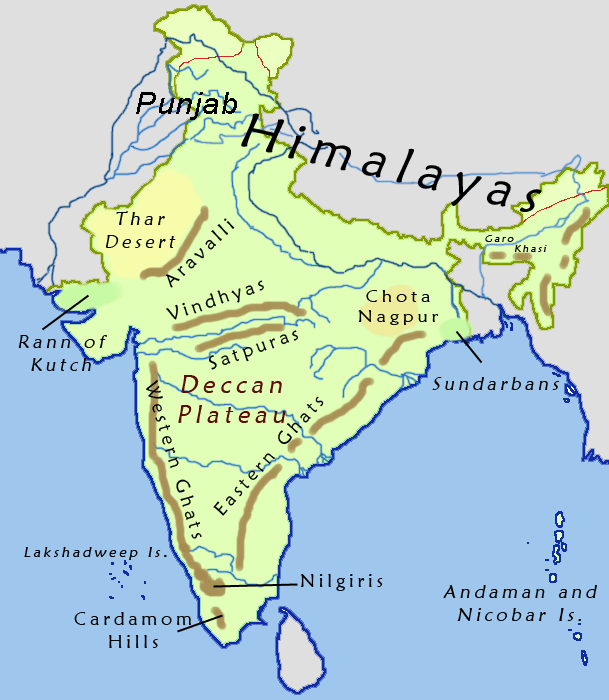
Localização do planalto do Decão.

Ao contrário de outras muitas crateras de impacto, o complexo de Shiva tem forma de lágrima, de umas dimensões de cerca de 600 km por 400 km, sendo estranhamente retangular. Chatterjee atribui como causa o baixo ângulo de aproximação e ao fato de o ponto de impacto coincidir com uma fronteira entre duas falhas. Outros investigadores acreditam como causa da sua forma a presença de uma falha. Assim como outras crateras de tamanho similar, no complexo Shiva aparecem anéis concêntricos que apresentam um aro afundado exterior e uma agulha central.
A idade da cratera foi deduzida a partir da idade do planalto do Decão, o qual contém quantidades relativamente altas de irídio (um elemento extremamente raro na crosta terrestre mas mais comum nos asteroides). A cratera também contém quantidades acima da meia de rochas alcalinas fundidas, quartzo chocado e óxido de ferro misturado com irídio. Este tipo de rochas e características sugestionam ter tido como origem um impacto. Para além disso, a espessura do nível K-T é de um metro. Assumindo que a camada de argila é formada pelos restos de depósitos disseminados dos restos do impacto, a espessura da camada sugestionaria que o impacto ocorreu perto da Índia.

## Extinção em massa

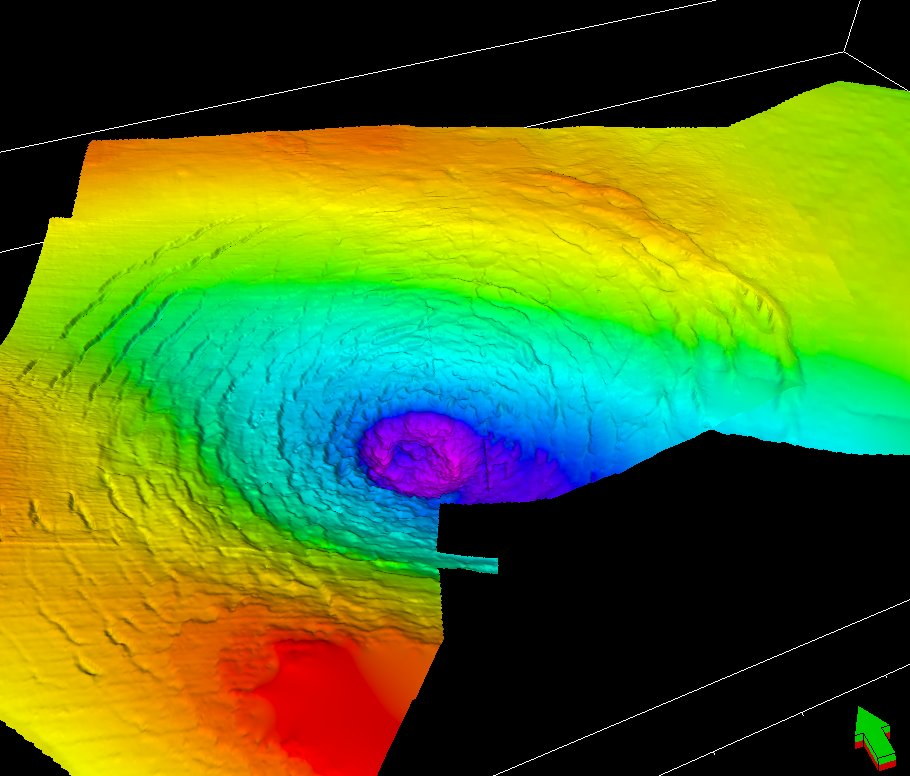
Mapa tridimensional da cratera Silverpit, no mar do Norte, que segundo a teoria do impacto múltiplo se formou no mesmo evento que a Cratera Shiva.

A descoberta da cratera Shiva e de outros complexos como o de Chicxulub de características similares foi a origem da teoria dos múltiplos impactos nesse período, o qual causou um evento de extinção em massa no final do Cretáceo. Segundo outras teorias, o impacto de Chicxulub teria sucedido cedo demais como para causar esta extinção, considerando o impacto de Shiva bem grande como para causar por si só a extinção em massa.
Chatterjee acredita na existência de múltiplos impactos, sendo Shiva um deles, e afirma que "a extinção do K/T foi definitivamente um palco de múltiplos impactos" Outros cientistas duvidam tanto da hipótese sobre o impacto múltiplo como de o complexo de Shiva ser uma cratera. Assim, um artigo de 2008 da revista Nature sugere que a cratera Silverpit era na realidade uma dolina.